# لويس غوستافو سانشيز
لويس غوستافو سانشيز (بالإسبانية: Luis Gustavo Sánchez)‏ هو لاعب كرة قدم مكسيكي، ولد في 3 مايو 2000 في Tantoyuca ‏ في المكسيك.